# Юные титаны (мультсериал)
Юные Титаны (англ. Teen Titans) — американский мультсериал, созданный Гленом Мураками на основе одноименных комиксов DC Comics. Сюжет сериала базируется в основном на сюжетах одноименного комикса авторства Марва Вольфмана и Джорджа Переса.
Премьера мультсериала состоялась на канале Cartoon Network 19 июля 2003 года, а также позднее в эфире Kids' WB. Первоначально были запланированы только четыре сезона, но благодаря популярности шоу оно было продлено до 5 сезона. Заключительный эпизод был показан 16 января 2006 года, хотя позднее был создан также полнометражный анимационный фильм под названием «Юные титаны: Происшествие в Токио», премьера которого состоялась 15 сентября 2006 года. Повторно сериал показали на канале Boomerang.
Мультсериал стал одним из самых популярных сериалов Cartoon Network, и был номинирован на 3 премии Энни и на одну Motion Picture Sound Editors Award. По мотивам сериала были выпущены комиксы, DVD-релизы, видеоигры, музыкальные альбомы и коллекционные игрушки.
Спустя семь лет после окончания оригинального сериала был создан спин-офф к нему под названием «Юные титаны, вперёд!», премьера которого состоялась 23 апреля 2013 года.

## Персонажи
Сюжет разворачивается вокруг пяти главных персонажей: Робин (озвучка Скотт Менвилль), умный и способный лидер команды, Старфаер (озвучка Хинден Уолш), причудливая инопланетянка с планеты Тамаран, Киборг (озвучка Хари Пейтон), получеловек-полуробот, Рэйвен (озвучка Тара Стронг), девушка из параллельного мира Азарат, использующая псионические способности, и Бистбой (озвучка Грег Кайпс), способный превращаться в различных животных.
Команда занимается борьбой с преступностью в городе, в то же время сериал акцентирует своё внимание на подростковых трудностях главных героев, на их проблемах и взаимоотношениях. Главным врагом команды является суперзлодей и наёмник Слейд, в комиксах DC известный также как  Детстроук.

## Стиль
Мультсериал изобилует юмористическими включениями, стилизованными под аниме. При этом и сам сериал создавался под большим влиянием японской анимации. Также на сериал повлияли предыдущие работы авторов шоу Глена Мураками и Брюса Тимма Бэтмен будущего и Лиги Справедливости.
В музыкальной теме сериала чередуются английские и японские слова, сама песня была исполнена j-поп группой Puffy AmiYumi.

## Отзывы
Сериал получил в целом положительные отзывы. В 2009 году Юные титаны были включены в список лучших мультсериалов по версии IGN, заняв 83 строчку рейтинга.